# Alfred García
Alfred García Castillo (El Prat de Llobregat, 1997. március 14. –) spanyol énekes. 
Amaiaval együtt képviseli Spanyolországot a 2018-as Eurovíziós Dalfesztiválon, Lisszabonban a  Tu canción cimű dallal.